# 布拉霍达特内 (扎波罗热区)
47°54′33″N 36°6′38″E / 47.90917°N 36.11056°E
布拉霍達特內（烏克蘭語：Благодатне）是位於烏克蘭東南部的村莊，由扎波羅熱州扎波羅熱区的新米科拉伊夫卡市鎮負責管轄。該村始建於1925年，面積4.71平方公里，海拔高度136米，2001年人口35，人口密度每平方公里7.43人。